# Pallenopsis tongaensis
Pallenopsis tongaensis is een zeespin uit de familie Pallenopsidae. De soort behoort tot het geslacht Pallenopsis. Pallenopsis tongaensis werd in 1973 voor het eerst wetenschappelijk beschreven door Clark. 